# Эрмензе
Эрмензе (нем. Ermensee) — коммуна в Швейцарии, в кантоне Люцерн. 
Входит в состав округа Хохдорф. Население составляет 817 человек (на 31 декабря 2006 года). Официальный код — 1025.